# 木村佳那子
木村 佳那子（きむら かなこ、1984年9月7日 - ）は、フリーアナウンサーである。元静岡放送契約社員。元テレビ熊本、元千葉テレビ放送のアナウンサー。元タレント・モデル。千葉県流山市出身。身長160cm、血液型はA型。千葉県立小金高等学校、フェリス女学院大学文学部卒業。

## 略歴
- 2004年4月、フェリス女学院大学入学。2008年3月、同大学文学部卒業。
- 2006年7月から大学卒業の2008年3月までテレビ神奈川（tvk）の情報番組「みんなが出るテレビ」（以下・みんテレ）の女子大生リポーター、同年10月から2008年8月までTBSテレビの「オビラジR」のオビガールGとしてそれぞれ出演した。
- 2008年9月、静岡放送（SBS）に契約社員として入社。報道制作局情報センター（制作グループ）に所属し、同年10月より情報番組『soleいいね!』、他情報番組のリポーターとして出演。AD、映像制作も行う。
- 2010年3月、『soleいいね!』のリポーターを卒業。同年3月31日付けで静岡放送を退社。
- 2010年4月、テレビ熊本にアナウンサーとして入社。同期は熊本竜太（同社元報道部記者）、長安智子（2012年3月まで在籍）[1][2]。
- 2011年9月、テレビ熊本 退社。
- 2011年10月、千葉テレビ放送にアナウンサーとして移籍・入社。
- 2015年3月、同月31日付で千葉テレビ放送退社。
- 2015年4月からはフリーで活動。ジョイスタッフ所属。
- 2021年3月、家族とシンガポールへ移住。シンガポールにて、会社員として勤務。

## 人物
- 好きなスポーツはハンドボール。中学、高校の6年間選手として活躍。
- 歯磨きが大好きで、朝、昼、晩欠かさずやっている。
- 甘いものが大好きで、いちばんのお気に入りはシュークリーム。[3]
- ある雑誌のグラビア記事で某証券会社に内定と告白したが、元来のマスコミ志望からその後辞退し、静岡放送へ入社した。
- ちばアクアラインマラソン2014完走

## 出演

### テレビ番組

#### 現在
- WORLD MARKETZ（TOKYO MX、2015年4月2日 - ） - 木曜日アシスタント

#### 過去
- 羽鳥慎一モーニングショー（テレビ朝日、2015年10月 - ） - リポーター（前身の『モーニングバード!』に引き続き出演）

##### 学生時代
- みんなが出るテレビ (テレビ神奈川、2006年7月7日〜2008年3月25日、女子大生リポーター[4])
- オビラジR （TBSテレビ、2006年10月〜2008年8月、オビガールG）
- DOORS 2006　(TBSテレビ、2006年9月、DOORS GIRL)
  - DOORS 2007　(TBSテレビ、2006年9月23日、DOORS GIRL)
- 旅テレ (千葉テレビ放送、2008年1月3日、2008年2月21日)

##### 静岡放送時代
- soleいいね!（静岡放送、2008年10月〜2010年3月、リポーター）

##### テレビ熊本時代
- TKUニュース
- TKUスーパーニュースぴゅあピュア
- （めざましテレビ公認）わがまま!気まま!旅気分

##### 千葉テレビ放送時代
特記がない限りは、全て千葉テレビ制作の番組。
- 秋季関東地区高等学校野球大会ダイジェスト〜ROAD TO センバツ〜（5いっしょ3ちゃんねる共同制作）
  - 第64回秋季関東地区高等学校野球大会ダイジェスト〜ROAD TO センバツ〜（アシスタント、2011年10月31日-11月4日、この年は甲府CATVも含めた共同制作） - この番組を放送していた1週間は、生放送を行う甲府CATVのスタジオがある甲府市に長期滞在していた。
  - 第67回秋季関東地区高等学校野球大会ダイジェスト〜ROAD TO センバツ〜（MC、2014年10月25日-10月29日）
- 白黒アンジャッシュ（2012年1月24日） - ラバーガールのリポーター挑戦企画で、模範的なリポーターとして出演
- 速報!今日の高校野球（2012年7月）
- 選挙特番
  - 富津市長選挙特番（2012年9月30日）
  - ちば政考（第46回衆院選直前特番）（2012年11月29日）
  - 2013年千葉県知事選挙特番（2013年3月17日）
  - その他、2013年6月以降（前述の報道特化後）は選挙特番を随時担当
- アナ麺!!（2011年10月 - 2013年3月）
- ONGAX（2012年4月 - 2013年3月）
- 熱血BO-SO TV（2012年4月7日 - 2013年5月25日、進行役） - 現在も、台風など臨時ニュースがある場合に不定期出演
- ええじゃないか。（三重テレビ放送制作、三重テレビでは2013年12月9日、千葉テレビでは2013年12月13日） - 萩美香（喜多子）の代役として出演
- アナバナ
- 全国高等学校サッカー選手権大会（チバテレを含めた民放43社共同制作、2014年 - 2015年の千葉県代表レポーター）
- ビジネスフラッシュ 千葉ロッテマリーンズスペシャル（2015年2月21日 - 2015年3月14日）
- NEWSチバ600・930（2011年10月3日 -　2015年3月27日）
- WIN BY ALL!（2015年3月22日 - 2016年6月26日） - フリー転向後も出演

##### フリー時代
- 古賀式ビジネス道場 -2020年への道程-（千葉テレビ放送、2015年6月 - 8月） - 古賀稔彦のアシスタント
- モーニングバード!（テレビ朝日、2015年6月 - 9月） - リポーター

### 読者モデル
- JJ
- ar-um
- めざましマガジン
- ray